# 杨林镇 (洞口县)
杨林乡，是中华人民共和国湖南省邵陽市洞口县下辖的一个乡镇级行政单位。

## 行政区划
杨林乡下辖以下地区：
杨林村、坪阳村、山下村、塘下村、九岭村、破刀村、坝上村、草塘村、庄上村、锁口村、联盟村、峨峰村、青合村、新停村、芭蕉村和茶场村。